# Slender: The Arrival
 (mars 2015).
 (avril 2013).
Si vous disposez d'ouvrages ou d'articles de référence ou si vous connaissez des sites web de qualité traitant du thème abordé ici, merci de compléter l'article en donnant les références utiles à sa vérifiabilité et en les liant à la section « Notes et références ».
,
Slender: The Arrival est un jeu vidéo d'horreur psychologique en vue à la première personne développé et édité par Blue Isle Studios.
Sorti pour Windows et Mac en 2013 Slender: The Arrival est porté sur PlayStation 3 et Xbox 360 en 2014, sur PlayStation 4, Xbox One et Wii U en 2015, sur Nintendo Switch en 2019, et sur Android en 2021. Il est aussi présent sur les consoles "Nouvelle Génération" comme la PS5.
Le jeu est considéré comme la suite directe du jeu vidéo Slender: The Eight Pages et comprend de nombreuses références à cet opus.

## Système de jeu
Le jeu, agencé en huit niveaux distincts (accompagné d'easters eggs), repose principalement sur deux aspects qui fonctionnent conjointement : l’exploration et la survie. Le joueur est parfois dans la nécessité de cartographier le lieu en cours d'exploration pour éviter qu'il ne se perde. Le joueur ne doit pas non plus négliger les nombreux documents qui traînent dans le décor et éclairent l'intrigue générale.
Dans cet opus, la plupart des événements et décors sont pensés pour déstabiliser le joueur. La carte génère certains objets et points de repère aléatoirement, faisant de chaque partie une expérience unique. L’atmosphère générale est volontairement dérangeante, renforcée par une bande sonore immersive et stressante. L’utilisation de la vue à la première personne permet en outre d'obtenir des effets convaincants : trouble de l’image, larsen et grésillements participent à l'ambiance pesante du titre.
Il existe un neuvième niveau nommé "Genesis", uniquement accessible dans certaines versions du jeu et utilisant la carte graphiquement améliorée de Slender: The Eight Pages. La principale différence dans ce niveau "secret" est que le personnage utilisé est Kate Milens et non pas Lauren. Néanmoins, ce personnage est en incapacité d'attaquer

## Série des Slender
- Slender: The Eight Pages (premier opus de la série)